# Castelnau-de-Médoc
Castelnau-de-Médoc är en kommun i departementet Gironde i regionen Nouvelle-Aquitaine i sydvästra Frankrike. Kommunen ligger i kantonen Castelnau-de-Médoc som tillhör arrondissementet Lesparre-Médoc. År 2022 hade Castelnau-de-Médoc 4 850 invånare.

## Befolkningsutveckling
Antalet invånare i kommunen Castelnau-de-Médoc
Referens:INSEE